# Hypsicera parva
Hypsicera parva är en stekelart som beskrevs av Kusigemati 1971. Hypsicera parva ingår i släktet Hypsicera och familjen brokparasitsteklar. Inga underarter finns listade i Catalogue of Life.